# Spike Team
Spike Team é um seriado animado infantil italiano criado pelo jogador italiano Andrea Lucchetta; os temas principais são o valor da amizade, sacrifício, lealdade, coragem e outros fatores, que simbolizam o esporte. Há a vilão Madame Amália, cujo quer ver a escola de Spikersfield demolida, e por meio do vôlei, tentam defende-la.

## Sinopse
A cidade de Evertown, esta sob o controle da inescrupulosa Madame A, uma mulher de negócios que não suporta a natureza, gosta de ficar bonita e não admite derrotas. Se alguém ficar no seu caminho, ela dá um jeito de conseguir não importar os meios, o único lugar que não conseguir comprar é o colégio Spikersfield cujo diretor Armand Alea se recusa a vender. Então Madame A, manda seus ajudantes matarem Armand, mas antes que Madema A pudesse demolir o colégio descobre que Armand deixou um testamento dizendo que se alguém quiser pegar o colégio, as terras e o museu onde está preservado a Tocha de Olímpia, terá que participar de um tornei de volêi feminino, assim batizado de Copa Alea.
Sem ter escolha, Madame A compra o time Rosas Negras com a promessa de que tornaria as jogadoras famosas. Enquanto isso, Luther que é professor de volêi de Spikersfield vai atrás de seu ex-aluno e ex-campeão de volêi chamado Lucky, apesar da resistência ele aceita e treina seis meninas talentosas que são: Jo, Patty, Beth, Susan, Ann Mary e Victoria, formando o time Spike Team.

## Personagens principais
- Johanna "Jo" Robertson: severa, carismática e corajosa, Jo nunca desiste de nada. É muito orgulhosa e nunca aceita ajuda de ninguém. Lá no fundo, ela sabe que precisa do amor daqueles que a cercam. Jo é sensível, inteligente e sempre disposta a ajudar. é a irmã gêmea de Julio, que não é afim de trabalho, apesar de esconder, a garota gosta de Carlos, que também nega. É a capitã das Spike Team.
- Victória "Vicky" Silvestri: organizada, cuidadosa, obediente e disciplinada. O tempo dos seus dias é milimetricamente organizado. Todo espaço que ela ocupa é muito bem arrumado e limpo. Victória não se permite privilégios pessoais e adora se desafiar. Seu pai quer que ela treine hipismo, mas ela sempre irá tentar que ela gosta realmente é do vôlei.
- Elizabeth "Beth" Monroe: tímida, reservada, gentil e serena. Beth não gosta de aparecer e prefere se fechar em seu próprio mundinho de livros, poemas e revistas em quadrinho. Ela sempre diz a verdade – mesmo que em voz bem baixinha. Gosta secretamente de Mark,com o tempo, ela percebe que ammbos possuem os mesmos gostos, e acabam se apaixonando.
- Patricia "Patty" Tan Denver: muito inteligente e com uma mente brilhante, Patty sempre trabalha duro. Muito gentil, é a pessoa certa para se ter por perto quando o assunto é tecnologia: ela está sempre antenada com as últimas novidades. No começo não se entendia com Jo, mas, se sacrifica em ajuda-la num desafio, ficando amigas. Já jogou vários esportes, menos vôlei.
- Susan Bredford: ela adora dormir, jogar videogames e comer em frente à TV. É muito esquecida e um pouco bagunceira, mas tem uma personalidade muito positiva e alto-astral. Sua alegria é contagiante e sempre se pode contar com ela para fazer os outros rirem. é a mais sensível da turma. Não gostava de jogar no início, mas acabou tornando sua paixão.
- AnnMarry Lewit: inteligente, refinada, dinâmica e sempre na ativa. Apesar de parecer um pouco esnobe (ela bem que tenta!), AnnMarry tem um coração de ouro. É uma verdadeira artista que vê beleza em tudo que a cerca. Tem uma paixão por Mark, mas abre mão disso por Beth.
- Lucky: treinador do Spike Team, já trabalhou para Amália, e agora tenta reparar esse erro. Ama Grace, e tem rivalidade com Matt, o treinador das The Roses, em conta de terem jogado juntos no passado.

## Personagens secundários
- Luther: ex-treinador de Lucky e Matt, do time de Amália, agora é bom e trabalha em Spikersfield. É o único que sabe, e posteriormente Grace, que Armando ainda está vivo.
- Grace Loton: era professora de história, mas após a suposta morte de Armando, torna-se a diretora de Spikersfield. Porta a lenda dos sete valores e da tocha Aléa. Gosta de Lucky, e no meio da temporada descobre que Armando ainda está vivo.
- Armando Aléa: diretor e dono da escola de Spikersfield, sofreu ameaças de Amália para vender o colégio que estava passando por uma crise financeira, mas sempre registiu para protege-lo. Mas após os comparsas de Amália tentarem matá-lo, sem sucesso, ele se esconde na sala da tocha e ajuda a todos secretamente, apenas Luther, e posteriormente Grace, sabem disso, no final, se revela a todos sobre estar vivo.
- Julio Robertson: um dos Spikes, ele é o irmão gêmeo de Jo, odeia trabalhar e ama AnnMarry.
- Carlos Montero: um dos Spikes, amigo de Julio, gosta de Jo e vive de bem com a vida.
- Philip "Phil" Berger: um dos Spikes, gosta de Victória, aparece poucas vezes, mas dá bons conselhos.
- Mark McGowan: um dos Spikes, viveu a maior parte da vida nadando, gosta de tecnologia, livros e quadrinhos, a paixão de Beth.
- Vito Revelli: dono da Vito's uma pequena lanchonete onde a turma se encontra e treina, a Madame já tentou destruir o local, sem sucesso, pois todos a reconstroem maior e melhor. Depois de Jo ser demitida do emprego de Amália, ela começa a trabalhar lá.
- Nanna Rinna: avó de Jo, convive de boas palavras com seus netos Jo, Julio e o mais novo Ramon.
- Justin: ele é o líder de uma gangue de valentões na Norton College, uma escola para crianças ricas, e tem uma queda por Irina Skinner, capitã das The Roses. Ele tem uma irmã, Kate. Seus melhores amigos são Brett e Ham.
- Pereira: ele nunca armou nada, apenas ri dos conflitos da vilã, é quem cuida para que sua maquiagem não saia.

## Antagonistas
- Madame Amália Grabhall: também conhecida como Madame A, ela é má, inescrupulosa e impertinente, e luta pelo quer, nem que tenha que se livrar de todos para isso, deseja destruir Spikersfield, sua real aparência é horrorosa, usa maquiagens de Pereira, para esconder isso.
- Lexi e  Mimicree: seguranças e ajudantes de Amália, tentaram matar Armando e armaram diversas armadilhas para o Spike Team mas sempre fracassavam. Nos últimos episódios, eles se rebelam contra Amália.
- Pinkett: é o advogado covarde de Madame A, tenta pelos meios judiciais derrotar a turma de Spikersfield, o que deixa Madame A irritada, já que ela não tem paciência para ler as leis e prefere agir imediatamente.
- Max Coachrane: é o treinador severo e rigido das The Roses, o time adversário das Spike Team. Ele jogava no mesmo time que Lucky alguns anos atrás, mas diferente de Lucky, ele prefere viver de jogos sujos, odeia Lucky pois acha ele fraco e tenta atrapalhar seu romance com Grace.

## Episódios
1ª Temporada
| #  | Título                                              | Diretor(es) | Escritor(es) | Data                    | Data                |
| -- | --------------------------------------------------- | ----------- | ------------ | ----------------------- | ------------------- |
| 01 | "La lunga mano di Madame A" "A longa mão de Madame" | -           | -            | 21 de novembro de 2010  | 15 de junho de 2012 |
| 02 | "La sfida impossibile" "Desafio Impossível"         | -           | -            | 28 de novembro de 2010  | ASA                 |
| 03 | "Si comincia da zero" "Começando do Zero"           | -           | -            | 5 de dezembro de 2010   | ASA                 |
| 04 | "Le sei dita di una mano" "Os Seis Dedos"           | -           | -            | 12 de dezembro de 2010  | ASA                 |
| 05 | "Il valore del sacrificio" "O Valor do Sacrificio"  | -           | -            | 19 de dezembro de 2010  | ASA                 |
| 06 | "Dovere o piacere" "Dever ou Prazer"                | -           | -            | 2 de janeiro de 2011    | ASA                 |
| 07 | "Sfida sleale" "Falta"                              | -           | -            | 9 de janeiro de 2011    | ASA                 |
| 08 | "Una sporca trappola" "Armadilha Desagradável"      | -           | -            | 16 de janeiro de 2011   | ASA                 |
| 09 | "Il trionfo di Madame" "O Triunfo de Madame"        | -           | -            | 23 de janeiro de 2011   | ASA                 |
| 10 | "Cercando una strada" "Em Busca de Uma Saída"       | -           | -            | 30 de janeiro de 2011   | ASA                 |
| 11 | "La scelta" "A Escolha"                             | -           | -            | 6 de fevereiro de 2011  | ASA                 |
| 12 | "La capitana" "Capitã"                              | -           | -            | 13 de fevereiro de 2011 | ASA                 |
| 13 | "Una torcia fantasma" "Tocha Fantasma"              | -           | -            | 20 de fevereiro de 2011 | ASA                 |
| 14 | "L'abbraccio dello squalo" "Abraço do Tubarão"      | -           | -            | 27 de fevereiro de 2011 | ASA                 |
| 15 | "Musica e complotti" "Musica e Intriga"             | -           | -            | 6 de março de 2011      | ASA                 |
| 16 | "Salvando un college" "Salvando o Colégio!"         | -           | -            | 13 de março de 2011     | ASA                 |
| 17 | "Un terribile dilemma" "Uma Escolha Terrível"       | -           | -            | 20 de março de 2011     | ASA                 |
| 18 | "Attacco frontale" "Ataque de Frente"               | -           | -            | 27 de março de 2011     | ASA                 |
| 19 | "Confida nel tuo nemico" "Confie em Seu Inimigo"    | -           | -            | 3 de abril de 2011      | ASA                 |
| 20 | "Fiesta" "Festa"                                    | -           | -            | 10 de abril de 2011     | ASA                 |
| 21 | "Arbitro venduto" "Juiz Corrupto!"                  | -           | -            | 17 de abril de 2011     | ASA                 |
| 22 | "Ritorno in pista" "De Volta À Ativa"               | -           | -            | 24 de abril de 2011     | ASA                 |
| 23 | "La forza della tigre" "A Força do Tigre"           | -           | -            | 1 de maio de 2011       | ASA                 |
| 24 | "La conferma di una squadra" "Um Time de Verdade"   | -           | -            | 8 de maio de 2011       | ASA                 |
| 25 | "I conti del passato" "Cálculos do Passado"         | -           | -            | 15 de maio de 2011      | ASA                 |
| 26 | "Il sapore della vittoria" "O Gosto da Vitória"     | -           | -            | 22 de maio de 2011      | ASA                 |

## Elenco
| Personagem  | Intérprete        |
| ----------- | ----------------- |
| Jo          | Perla Liberatori  |
| Victória    | Gaia Bolognesi    |
| Beth        | Eva Padoan        |
| Patty       | Gemma Donati      |
| Susan       | Letizia Ciampa    |
| AnnMarry    | Laura Lenghi      |
| Lucky       | Andrea Lucchetta  |
| Amália      | Emanuela Baroni   |
| Luther      | Vittorio Di Prima |
| Grace       | Monica Bertolotti |
| Armando     | Saverio Indrio    |
| Phil        | Simone Veltroni   |
| Pinkett     | Massimo Milazzo   |
| Nanna Rinna | Doriana Chierici  |
| Justin      | Mirko Mazzanti    |